# Louis Dutens
Louis Dutens (ur. 15 stycznia 1730 w Tours  – zm. 23 maja 1812 w Londynie) – francuski pisarz.
W młodości wyjechał do Londynu, gdzie jego stryj był jubilerem. Tam nauczył się greki, matematyki, włoskiego, hiszpańskiego oraz języków orientalnych. W czasie pobytu w Turynie zebrał i opublikował kompletne wydanie dzieł Leibnitza (Genewa, 6 vols., 1768) i napisał "Recherches sur l'origine des découvertes attribuées aux modernes" (1766)
Napisał również "Histoire de ce quic'est passe pour le retablissement d'une gegence en Angleterre" (Londyn 1789) i inne.